# Udo Sträter

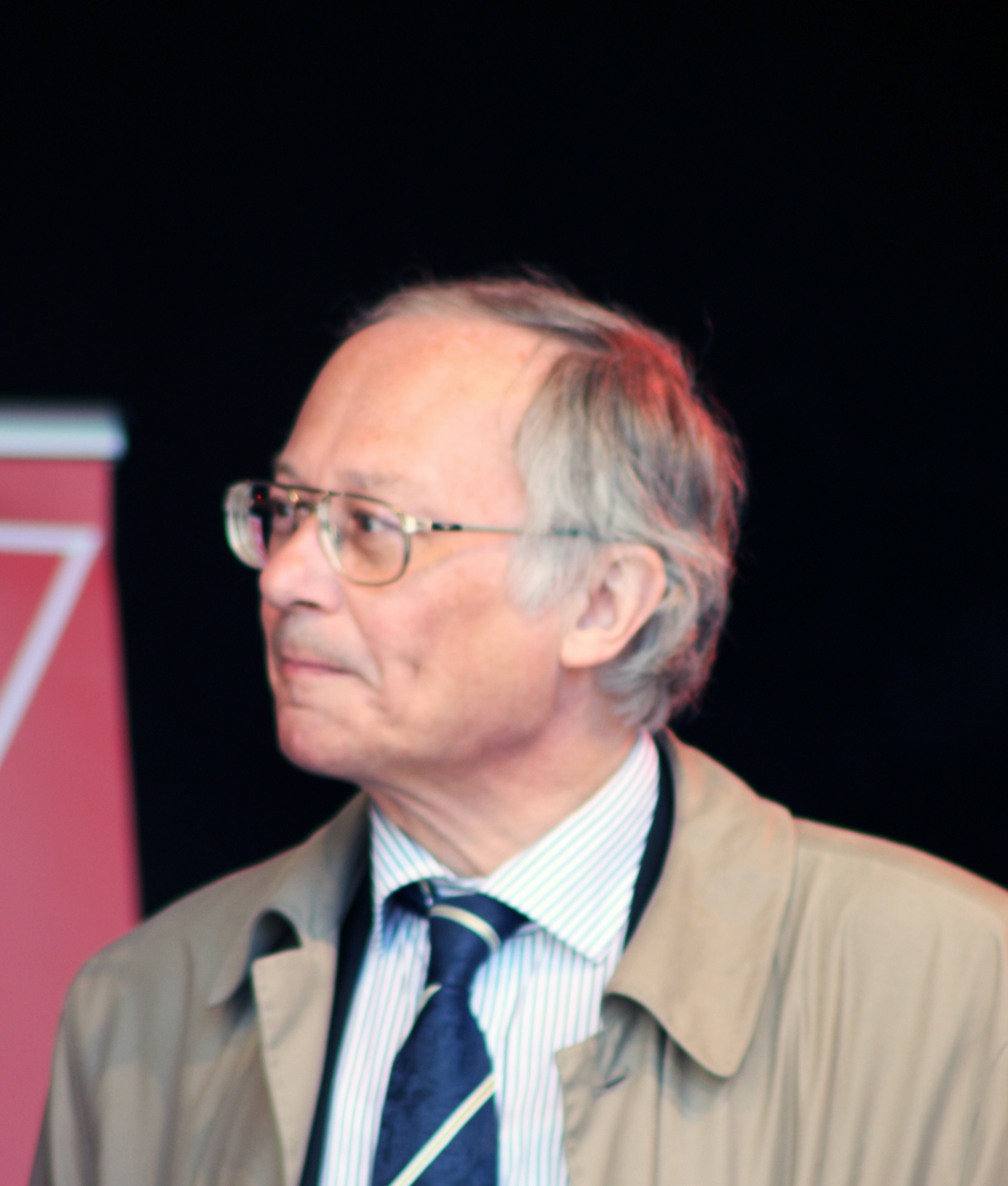
Udo Sträter (2011)

Udo Sträter (* 10. April 1952 in Bottrop) ist ein deutscher Kirchenhistoriker und Hochschullehrer. Er war von 2010 bis 2018 Rektor der Martin-Luther-Universität Halle-Wittenberg.

## Leben
Nach dem Abitur 1970 am Jungengymnasium Bottrop studierte Udo Sträter Geschichte und Germanistik und legte sowohl die Prüfung zum Magister als auch das Staatsexamen ab. Anschließend studierte er Evangelische Theologie und bestand 1983 das Theologische Examen. 1984 war er Stipendiat des Deutschen Historischen Instituts in London, 1985 promovierte er in Kirchengeschichte über Sonthom, Bayly, Dyke und Hall: Studien zur Rezeption der englischen Erbauungsliteratur in Deutschland im 17. Jh. an der Ruhr-Universität Bochum. Anschließend arbeitete er bis 1989 als Wissenschaftlicher Mitarbeiter an der Edition der Briefe Philipp Jakob Speners. Von 1989 bis 1990 war er Stipendiat der Deutschen Forschungsgemeinschaft und habilitierte sich 1991 im Fach Kirchengeschichte wiederum an der Ruhr-Universität Bochum. An die wissenschaftlichen Leistungen schloss sich ein Vikariat in einer Kirchengemeinde der Evangelischen Kirche von Westfalen an, parallel war er Privatdozent an der Ruhr-Universität Bochum.
1992 erhielt er einen Ruf als Professor für Kirchengeschichte an die Theologische Fakultät der Martin-Luther-Universität Halle-Wittenberg, wo er von 1994 bis 1996 Dekan der Theologischen Fakultät und von 1996 bis 1998 Prorektor für Studium, Lehre und wissenschaftlichen Nachwuchs der Universität war. Von 1996 bis 2002 war er Rektoratsbeauftragter für das Universitätsjubiläum 500 Jahre Universität Halle-Wittenberg, parallel von 1998 bis 2000 Vorsitzender des Konzils.
Im Oktober 2010 fand die Investitur als Rektor der Martin-Luther-Universität Halle-Wittenberg statt. Nach acht Jahren im Amt stellte er sich nicht erneut zur Wahl. Ihm folgte Christian Tietje.
Sträter ist seit 1992 Mitglied der Historischen Kommission zur Erforschung des Pietismus und seit 1997 Mitglied des Kuratoriums der Stiftung Luthergedenkstätten des Landes Sachsen-Anhalt. 2018 wurde er zum ehrenamtlichen Vorsitzenden des Kuratoriums der Franckeschen Stiftungen gewählt, dem er seit 2010 angehört.

## Forschung
Zu den Schwerpunkten seiner Forschungsarbeit zählen Lutherische Orthodoxie, europäische Frömmigkeitsbewegungen der Frühen Neuzeit und Geschichte des Pietismus.

## Veröffentlichungen (Auswahl)
- Sonthom, Bayly, Dyke und Hall: Studien zur Rezeption der englischen Erbauungsliteratur in Deutschland im 17. Jh., Dissertation Universität Bochum, Mohr, Tübingen 1987, ISBN 3-16-145100-7
- Meditation und Kirchenreform in der lutherischen Kirche des 17. Jahrhunderts. Mohr Siebeck, Tübingen 1995, ISBN 978-3-16-146299-3
- Christiane Schiller, Udo Sträter (Hrsg.): Das Hallesche deutsch-litauische Wörterbuch von 1728 : Textkritische Edition der Handschrift AFSt/H J 84, Berlin : de Gruyter 2005, ISBN 978-3-11-017806-7.